# Spermadictyon suaveolens
Spermadictyon es un género monotípico de plantas con flores perteneciente a la familia Rubiaceae. Su única especie, Spermadictyon suaveolens, es originaria de Asia.

## Descripción
Es un subarbusto, que alcanza un tamaño de 1-3 m de altura, tal vez más carnosa; las ramas algo aplanadas cuadrangulares o subcilíndricas, tomentulosas a glabrescentes. Pecíolo 12-18 mm, las hojas como de papel, elíptico-lanceoladas a elípticas u ovadas, de 13-20 × 4-6.5 cm, glabras o adaxialmente pilosas a puberulentas, la base aguda a cuneada o redondeada, el ápice agudo a obtuso; las venas secundarias en 10-16 pares; estípulas triangulares ampliamente triangulares, de 2-4 mm. Las inflorescencias de 5-25 cm, con pedúnculos de 3-5 cm, brácteas ovadas a triangulares u oblanceoladas, de 1-4 mm.  Corola de color azul o blanco, con tubo de 8-12 mm, lóbulos ovados a triangulares, de 1,5-3 mm. Fruto elipsoide u ovoide, de 3-4 mm.

## Distribución y hábitat
Cultivada en jardines y naturalizada, en Xizang de China y en Bangladés, Bután, India, Nepal, Pakistán, cultivada ampliamente.
Raizada y Bennet (Indian Forester 108 (2):. 302-303, 1982) reconoce dos variedades de esta especie, Spermadictyon suaveolens var. suaveolens con flores blancas puras y S. suaveolens var. azureum (Wallich) y Bennet Raizada, sobre la base de S. azureum Wallich, con flores de color azul. 

## Taxonomía
Spermadictyon suaveolens fue descrita por William Roxburgh y publicado en Plants of the Coast of Coromandel 3: 32, pl. 236, en el año 1815.
Variedades aceptadas
- Spermadictyon suaveolens var. azureum (Wall.) Bennet & Raizada
- Spermadictyon suaveolens var. suaveolens

Sinonimia
- Hamiltonia suaveolens (Roxb.) Roxb.	[4]

var. azureum (Wall.) Bennet & Raizada
- Spermadictyon azureum Wall.

var. suaveolens
- Hamiltonia dulina Buch.-Ham. ex D.Don
- Hamiltonia mysorensis Wight & Arn.
- Hamiltonia propinqua Decne.
- Hamiltonia scabra D.Don
- Hamiltonia spectabilis Carrière
- Lasianthus tubiflorus Blume
- Mephitidia tubiflora DC.
- Nonatelia filamentosa Buch.-Ham. ex D.Don
- Spermadictyon mysorense Steud.
- Spermadictyon scabrum Spreng.[5]